# Indus
Indusfloden (Sanskrit: सिन्धु Sindhu; Urdu: سندھ Sindh; Sindhi: سندھو Sindhu; Punjabi: سندھ Sindh; Avestisk: Hinduحندو ; Pashto: Abasin ّآباسن "Alle Floders Fader"; Persisk: Nilou "Indigo Vande"; Tibetansk: Sengge Chu "Løve Floden"; Kinesisk: 印度河 Yìndù Hé; Græsk: Ινδός Indos) er den længste flod i Pakistan og den tredjelængste flod i regionen opgjort efter årlig vandmængde. Den har sit udspring på det tibetanske plateau i nærheden af Mansarovarsøen og løber gennem Ladakh distriktet i Jammu og Kashmir og de nordlige områder (Gilgit-Baltistan), for at fortsætte sydover gennem hele landets længde for at udmunde i det Arabiske Hav nær Pakistans havneby Karachi. Den er derved en livsnerve for landet.
Stort set hele Pakistan afvandes af Indus og dens bifloder, og de største bifloder er Kabulfloden og de fem strømme der giver navn til Punjab (Persisk: "fem vand, floder"): Jhelum, Beas, Chenab, Ravi og Sutlej.
Induskulturen, der havde hjemme i Indusdalen, beboede nogle af verdens ældste byer, Mohenjo-Daro og Harappa.
Det vestlige navn "Indien" stammer herfra. 
Blandt dyrelivet bemærkes gavialen, en slags krokodille, og susuen, en floddelfin.
- Wikimedia Commons har flere filer relateret til Indus

23°59′40″N 67°25′51″Ø / 23.9944°N 67.4308°Ø